# Луцик Руслан Тарасович
Руслан Тарасович Луцик (нар. 9 квітня 1996, Тернопіль, Україна) — український футболіст, півзахисник. Майстер спорту України (2019).

## Життєпис

### Ранні роки
Вихованець ДЮСШ (Тернопіль), перший тренер — Едуард Яблонський. Впродовж 2010—2014 років виступав в ДЮФЛ саме за ДЮСШ (Тернопіль), де провів 52 ігри та в обласних змаганнях за команди: «ДСО-Поділля» та «Нива» (Теребовля) — 10 матчів (5 голів).

### Клубна кар'єра
У 2015 році підписав контракт із рідним першоліговим футбольний клуб «Тернопіль». Дебютував у першій українській лізі 25 квітня 2015 року в матчі проти «Динамо-2» (Київ), всього у складі «тернополян» до завершення 2014/15 сезону зіграв 2 матчі.
З того ж року і до весни 2018-го виступав за аматорський футбольний клуб «Нива» (Теребовля), де в його активі 67 проведених ігор та 12 забитих голів (велика кількість цих матчів проведена власне у чемпіонаті України серед аматорів).
У липні 2018 року підписав контракт з чернівецьким футбольним клубом «Буковина», хоч перед цим провів ще декілька матчів за інший тернопільський аматорський колектив: «Агрон ОТГ» (7 матчів). Дебютував за «Буковину» 18 липня в матчі кубка України проти ФК «Калуша». Проте вже у листопаді за обопільною згодою сторін припинив співпрацю з чернівецькою командою, за цей не тривалий період Руслан провів 17 офіційних матчів.

## Досягнення
Аматорський рівень
- Чемпіон Тернопільської області (3): 2014, 2015, 2016.
- Володар Кубка Тернопільської області (2): 2014, 2015.

## Освіта
Навчається в Тернопільському національному педагогічному університеті ім. Володимира Гнатюка, за який влітку 2019 року виступав на чемпіонаті Європи серед студентів в Мадриді (Іспанія).